# آنزاک ویلج (نیومکزیکو)
آنزاک ویلج، نیومکزیکو (به انگلیسی: Anzac Village) یک منطقهٔ مسکونی در ایالات متحده آمریکا است که در نیومکزیکو واقع شده‌است. آنزاک ویلج ۱٫۴۴ کیلومتر مربع مساحت و ۵۴ نفر جمعیت دارد و ۱٬۹۲۶٫۳۶ متر بالاتر از سطح دریا واقع شده‌است.